# Agnosia
Agnosia (do grego antigo a+gnosis, não conhecimento) na perda ou deterioração da capacidade para reconhecer ou identificar objetos apesar de manterem a função sensorial intacta (visão, audição e tato). 

## Características
A perda da capacidade de reconhecer pode incluir objectos, pessoas, sons e formas. Uma pessoa com agnosia pode, por exemplo, ter visão normal e não ter capacidade de reconhecer objetos cotidianos, pessoas familiares ou mesmo sua própria imagem no espelho.
Agnosia se restringe aos casos onde estão conservadas a integridade das vias nervosas aferentes e existem lesões corticais na vizinhança da área de projeção, nas chamadas áreas parassensoriais, mantém-se a integridade das sensações elementares, porém, há alteração do ato perceptivo. Ou seja, não pode ser causada por dificuldade em ver, ouvir ou tocar.
Assim sendo, Agnosia não é uma alteração exclusiva das sensações nem exclusiva da capacidade central de perceber objetos externos, mas uma alteração intermediária entre as sensações e a percepção. Em alguns casos, observa-se a perda da intensidade e da extensão das sensações, permanecendo inalteradas as sensações elementares, em outros há integridade e extensão, mas perda da capacidade de reconhecimento dos objetos. 

## Tipos
O tipo depende do tipo de dificuldade de reconhecimento:
- Agnosia visual (incapaz de reconhecer objetos com a visão)
  - Agnosia aperceptiva (incapaz de lembrar informações sobre os objetos)
    - Simultagnosia (incapaz de reconhecer múltiplos objetos simultaneamente)

  - Agnosia associativa (incapaz de nomear e utilizar objetos)
    - Prosopagnosia (incapaz de reconhecer rostos)
- Agnosia auditiva (incapaz de reconhecer sons)
- Agnosia tátil ou estereognosia (incapaz de reconhecer com o toque)

Pessoas que recuperam a visão costumam passar por um período de agnosia visual.

## Causas
Agnosia podem resultar de problemas no lobo temporal ou no lobo occipital causada por:
- Acidente vascular cerebral;
- Demência ou outras perturbações neurológicas;
- Lesão causada por traumatismo craniano;
- Transtorno no desenvolvimento psicológico;
- Infecção cerebral ou;
- Fatores genéticos.

## Tratamento
Depende da causa, mas costuma ser sintomático, funcional e de apoio psicológico. Na reabilitação das funções neurológicas atividades cotidianas como alimentação, higiene e socialização adequada são praticadas pelo paciente e pelos familiares cuidadores para ajudá-lo a lidar com as dificuldades da rotina e desenvolver habilidades que permitam contornar os problemas causados pela agnosia. O prognóstico depende da causa e da gravidade da lesão cerebral.